# Podhorie (Žilina)
Podhorie (in ungherese Zsolnaerdőd) è un comune della Slovacchia facente parte del distretto di Žilina, nella regione omonima.